# Polydontes sobrina
Polydontes sobrina é uma espécie de gastrópode terrestre neotropical da família Pleurodontidae (antes entre os Camaenidae). Foi nomeada por Férussac, em 1819 (alguns citam a data 1821). É nativa do Caribe.

## Descrição da concha e hábitos
Esta espécie apresenta conchas circulares, quando vistas por cima ou por baixo, arredondadas lateralmente e amarronzadas devido a seu perióstraco; com 4.5 centímetros de diâmetro, quando desenvolvidas. São caracterizadas por sua superfície com finas lamelas de crescimento, espiral baixa, cônica e arredondada, não formando um ângulo entre a parte superior e inferior da concha, e pela ausência de umbílico. Lábio externo engrossado e de coloração branca, sem projeções dentiformes em seu interior (Henry Augustus Pilsbry chamou-lhe "thick-lipped polydont"). Curiosamente possuem o hábito de amputar o final de seu pé (dispositivo de locomoção ventral) como tática de fuga.

## Distribuição geográfica
Polydontes sobrina é uma espécie endêmica do leste de Cuba, ocorrendo nas províncias de Santiago de Cuba e Guantánamo, mas também ocorrendo em Mayarí e Baracoa.